# Air Uganda
Air Uganda war eine ostafrikanische Fluggesellschaft mit Sitz in Kampala, Uganda.

## Geschichte
Air Uganda wurde 2007 von der Aga Khan Fund for Economic Development gegründet.
Im Juni 2014 wurde der Gesellschaft (wie auch den anderen von der Civil Aviation Authority of Uganda lizenzierten Fluggesellschaften Uganda Air Cargo und TransAfrik Ltd) aufgrund eines negativen Audits der Civil Aviation Authority of Uganda durch die International Civil Aviation Organization bis auf Weiteres die Lizenz entzogen, wenige Wochen später gab sie daher einen Teil ihrer Flugzeuge an die Leasinggeber zurück. Nach Angaben der CAA erfolgte der Lizenzentzug aufgrund von Sicherheitsmängeln bei der Airline selbst.

## Ziele
Air Uganda bot zuletzt von ihrem Heimatflughafen Entebbe aus, unter anderem, Flüge nach Kenia (Nairobi), Südsudan (Juba) und Tansania (Daressalam, Sansibar) an.

## Flotte
Mit Stand Juni 2013 bestand die Flotte aus fünf Flugzeugen:
- 3 Bombardier CRJ100
- 2 McDonnell Douglas MD-87